# Uma Luz nas Trevas
Pride of the Marines (bra/prt: Uma Luz nas Trevas) é um filme norte-americano de 1945, do gênero drama, dirigido por Delmer Daves e estrelado por John Garfield e Eleanor Parker.

## Produção
Al Schmid foi um fuzileiro naval norte-americano que ficou cego ao ser atingido por uma granada durante a campanha de Guadalcanal, na Segunda Guerra. O filme narra sua batalha mais difícil—adaptar-se à nova vida ao retornar para casa.
O cartaz distribuído para as salas exibidoras mostra os [rês personagens principais (Schmid, a namorada Ruth e o amigo Lee Diamond) caminhando, felizes, de braços dados, numa pose típica das comédias musicais. O objetivo era disfarçar os aspectos mais sombrios da realidade vivida por Schmid, bem como servir de motivação e inspiração para os demais soldados com problemas semelhantes.
O diretor Delmer Daves usa algumas técnicas experimentais, como uma sequência de sonho gravada em negativo, para realçar a emotividade da situação.
Melhor e mais poderosa interpretação de John Garfield, segundo o site AllMovie, a opinião é corroborada por Ken Wlaschin, que coloca este entre os dez melhores trabalhos do ator.

## Sinopse
Herói nacional, Al Schmid é o fuzileiro que maneja uma metralhadora na extenuante batalha de Guadalcanal, ocasião em que mata 200 japoneses. Tudo acaba para ele, no entanto, quando é atingido por uma granada e fica cego. Apesar de condecorado pela Marinha, ele volta amargurado para casa. Após longa e penosa convalescença, Al é empurrado de volta à vida pela namorada Ruth e o amigo Lee, que não lhe permitem recair na autocomiseração.

## Premiações
| Patrocinador                                  | Prêmio | Categoria               | Situação |
| --------------------------------------------- | ------ | ----------------------- | -------- |
| Academia de Artes e Ciências Cinematográficas | Oscar  | Melhor Roteiro Adaptado | Indicado |

## Elenco
| Ator/Atriz       | Personagem        |
| ---------------- | ----------------- |
| John Garfield    | Al Schmid         |
| Eleanor Parker   | Ruth Hartley      |
| Dane Clark       | Lee Diamond       |
| John Ridgely     | Jim Merchant      |
| Rosemary DeCamp  | Virginia Pfeiffer |
| Ann Doran        | Ella Mae Merchant |
| Ann E. Todd      | Loretta Merchant  |
| Warren Douglas   | Kebabian          |
| Don McGuire      | 'Irish' Bill      |
| Tom D'Andrea     | Tom               |
| Rory Mallinson   | Doutor            |
| Stephen Richards | Ainslee           |
| Anthony Caruso   | Johnny Rivers     |
| Moroni Olsen     | Capitão Burroughs |